# براندون إدواردز
براندون إدواردز (13 سبتمبر 1991 في الولايات المتحدة - ) (بالإنجليزية: Brandon Edwards)‏ هو لاعب كرة سلة أمريكي في مركز هجوم قوي الجسم.

## وصلات خارجية
- براندون إدواردز على موقع كرة السلة الأوروبية.كوم (الإنجليزية)
- براندون إدواردز على موقع كلية كرة السلة في سبورتس رفرنس.كوم (الإنجليزية)
- براندون إدواردز على موقع ريلجم (الإنجليزية)
- براندون إدواردز على موقع بروبوليرز (الإنجليزية)
- براندون إدواردز على موقع سبورتس رفرنس (الإنجليزية)